# Wolfgang Tillmann
Wolfgang Tillmann (* 10. November 1961 in Köln) ist ein deutscher Ingenieur und Professor für Werkstofftechnologie an der Technischen Universität Dortmund.

## Leben
Nach dem Studium des Maschinenbaus an der RWTH Aachen und dem Studium der Betriebswirtschaftslehre an der FernUniversität in Hagen promovierte Tillmann im Jahr 1992 an der RWTH Aachen mit dem Thema Aspekte des Aktivlötens nichtoxidischer Ingenieurkeramiken. Er arbeitete als wissenschaftlicher Mitarbeiter am Lehr- und Forschungsgebiet Werkstoffwissenschaften, wo er im weiteren Verlauf Oberingenieur wurde.
Tillmann wechselte zwischenzeitlich zur Hilti AG, wo er Abteilungsleiter für Werkstoffe und Mechanik war und dann konzernintern zur Hilti Deutschland GmbH vor das Geschäftsfeld Diamanttechnik leite. Im Jahr 2002 folgte er einem Ruf an die Universität Dortmund.
Von 2005 bis 2008 war er Dekan seit 2008 ist er Prodekan der Fakultät Maschinenbau an der Technischen Universität Dortmund.
Für seine Leistungen erhielt Tillmann 1993 die Borchers-Plakette der RWTH Aachen und 1994 den Rudolf von Bennigsen-Foerder-Preis des Landes Nordrhein-Westfalen.

## Werke
- Aspekte des Aktivlötens nichtoxidischer Ingenieurkeramiken. Aachen 1992.
- Neue Verfahren zur Herstellung hochtemperaturbeständiger Keramikverbunde. Aachen 1997.